# フォルカー・ベック (政治家)

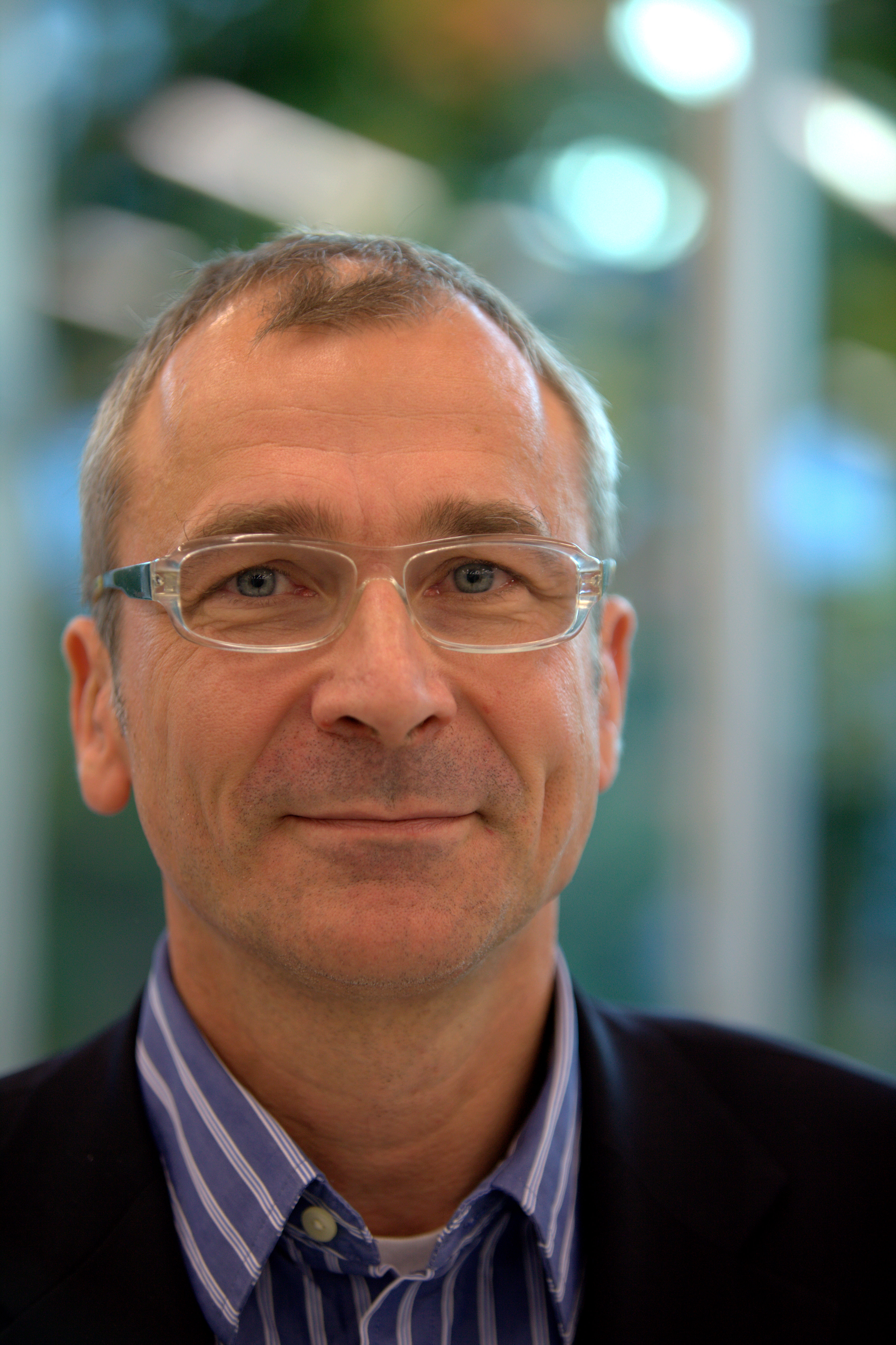
選挙演説中のベック（2010年、フライブルクにて）

フォルカー・ベック（Volker Beck、 1960年12月12日 - ）は、ドイツ連邦共和国の政治家。同盟90/緑の党所属のドイツ連邦議会議員で、1994年から2002年まで党の法務スポークスマンを務め、同盟90/緑の党の院内幹事を務めた。2005年9月に連邦議会議員および緑の党の院内幹事に再選された。

## 人物
シュトゥットガルト出身。シュトゥットガルト大学中退。1980年代に平和運動に参加した後、1985年から緑の党に加わっている。1994年にケルン選挙区から出馬してドイツ連邦議会に初当選。
フォルカー・ベックは有名な同性愛者でもあり、ドイツ同性愛者連盟(Lesben- und Schwulenverband in Deutschland (LSVD))のスポークスマンを務めた経緯があり、同性結婚に賛同するキャンペーンを行ったことで知られている。また、「ドイツの登録パートナーシップの父」としばしば引き合いに出される。パートナーのジャック・テシエとケルンおよびベルリン、パリに在住していたが、テシエは2009年7月に死去した。ケルン在住者らしく、熱狂的なカーニヴァル参加者でもある。
彼は、同性愛者のカップルの平等権のために1980年代以来闘ってきた。最近彼は、民法、労働における人種・民族・性別・宗教・年齢・障害による差別撤廃を目指す「反差別法」を主唱している。さらにベックのイニシアチヴによりドイツ連邦議会においてナチス・ドイツにより迫害された同性愛者の追悼記念碑建設が決定された。この記念碑はベルリンの中心部に建設される予定である。2001年から2004年まで、党の代表としてテロ対策法案や2005年に発効した新移民法の審議に参加。ベックはタフ・ネゴシエイターとしても知られており、同盟90/緑の党のビュティコーファー党首が連立相手のドイツ社会民主党への譲歩に傾いたのを押しとどめて緑の党の方針を貫かせた。

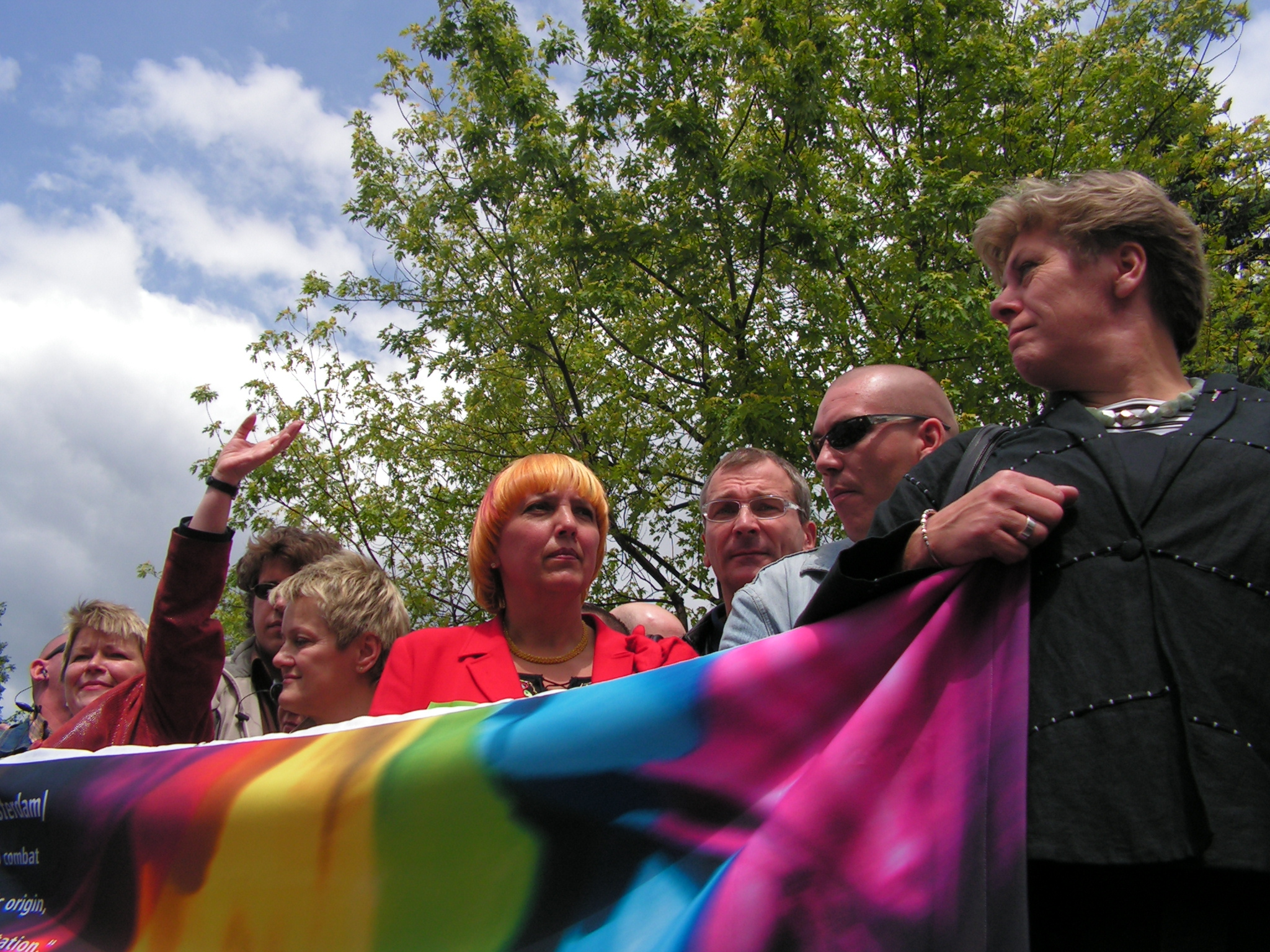
2005年、ワルシャワでの同性愛者デモに参加する、ベックら緑の党の国会議員

2005年、ポーランドの首都ワルシャワで、同国のレフ・カチンスキ大統領により禁止されていたゲイのデモ行進に参加（カトリック教徒の多いポーランドでは同性愛への忌避感が強い）。2006年5月27日、ベックはモスクワにおける同性愛者のデモに参加中、同地の極右に投石され負傷したうえ、このデモが市長により禁止されていたため警察によって拘束されたreport from moscow。翌年もモスクワでの同デモに参加し、市役所に抗議文を渡そうとして拘束されている。ベックはまた、アンディジャン虐殺事件に関する国際的な調査を許可しないウズベキスタン政府に抗議して、欧州連合による同国の制裁に賛成した。さらにドイツ国内に住むムスリムの同権運動にも加わっている。
その他ベックはナチスの犠牲者に対する補償問題で重要な役割を演じており、「記憶・責任・将来」財団（通称：奴隷労働補償財団）設立に尽力した。
2016年3月、違法薬物であるメタンフェタミンを所持している疑いで捜索を受け、全ての党職を辞職した。ドイツ連邦議会により不逮捕特権を停止されたが、微罪であったため4月に7000ユーロの支払いと引き換えに審理は停止された。この影響で州比例代表の候補者リストから落選し、2017年ドイツ連邦議会選挙に出馬できず、議席を失った。2017年10月1日、同性婚法の施行当日、パートナー関係にある建築家アドリアン・ペトコフと結婚した。

## 受賞歴
ホロコースト犠牲者追悼記念碑の建設に尽力するなど、ドイツ・ユダヤ人中央評議会顧問としての功績をヨハネス・ラウ大統領に顕彰され、ドイツ連邦共和国功労勲章功労十字章を授与された。また2005年にはフィラデルフィアの Equality Forum により GLBT 同権運動の40人の功労者の一人に選ばれたが、北米以外の地域から選出されたのはベックのみである。2001年には INGLO（ゲイ・レズビアン国際ネットワーク）およびベルリン・ゲイ・プライド・フェスティヴァルより、ドイツ国内におけるゲイやレズビアンの市民権運動への功労を表彰された。